# Milan Chautur
Milan Chautur est le premier éparque de l'éparchie de Košice de l'Église grecque-catholique slovaque créé le 30 janvier 2008.
Milan Chautur étant suspecté de harcèlement sexuel , le 20 janvier 2020, le pape François nomme Cyril Vasiľ, SJ, administrateur apostolique sede plena de l'éparchie. Le 24 juin 2021, Chautur renonce au gouvernement pastoral de l'éparchie, et Cyril Vasiľ lui succède.